# Jędrychowice

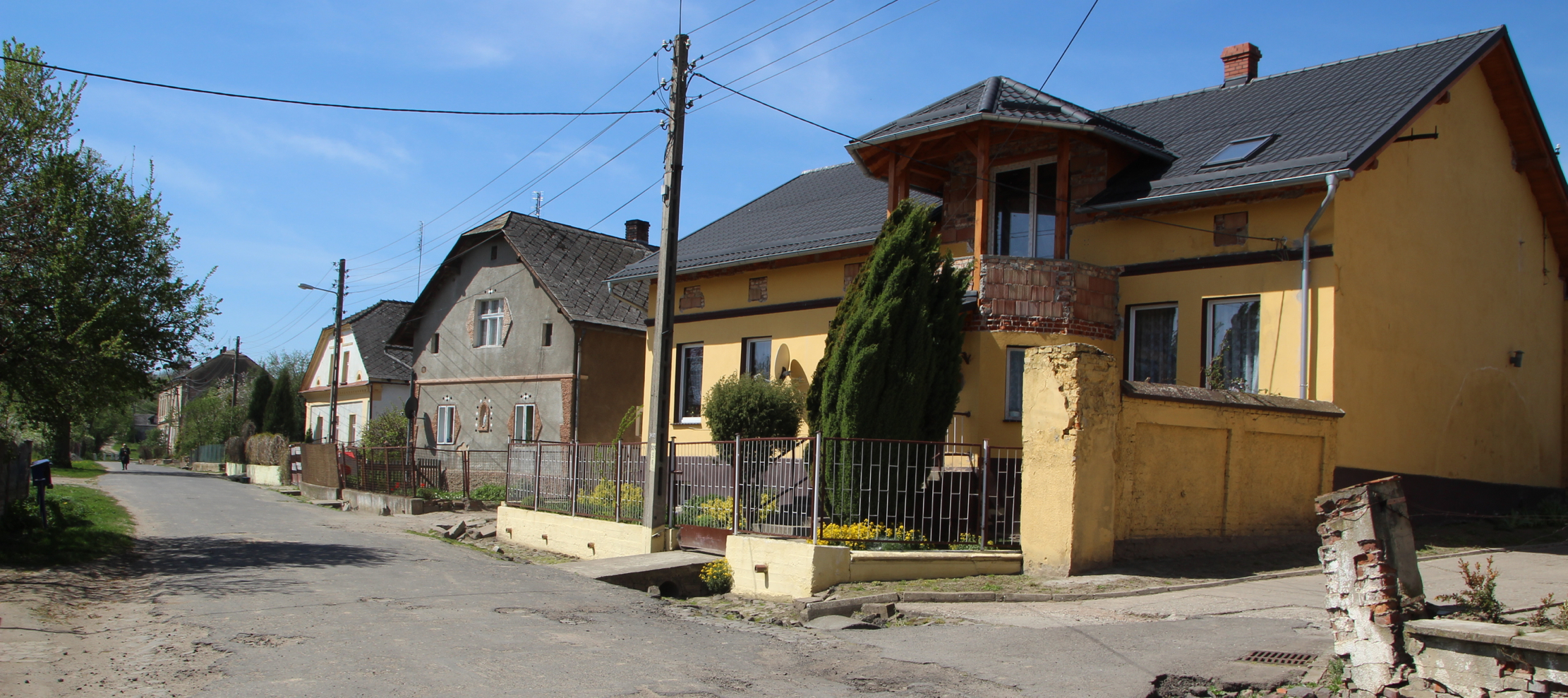
Dorfpartie

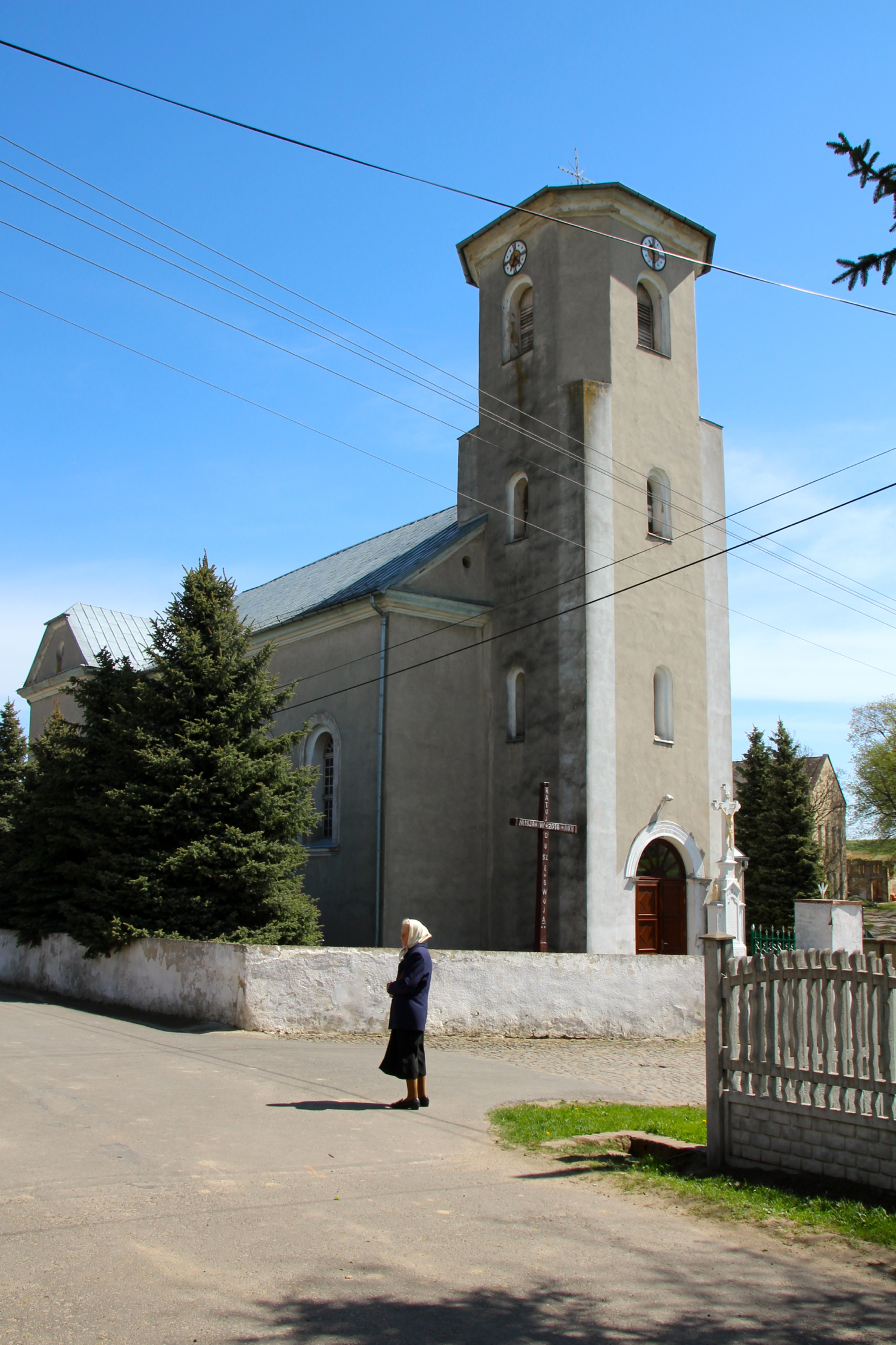
Himmelfahrtskirche

Jędrychowice (deutsch Hennerwitz, tschechisch Jindřichovice) ist ein Ort in der Landgemeinde Branice im Powiat Głubczycki der Woiwodschaft Opole (Oppeln) in Polen.

## Geographie
Das Angerdorf Jędrychowice liegt neun Kilometer nordöstlich von Branice (Branice), 13 Kilometer südlich von Głubczyce (Leobschütz) und 77 Kilometer südlich von Opole (Oppeln) in der Nizina Śląska (Schlesische Tiefebene).
Nachbarorte von Jędrychowice sind im Norden Włodzienin (Bladen), im Osten Dzbańce (Krug), im Süden Posucice (Poßnitz) und im Westen Lewice (Löwitz).

## Geschichte
Der Ort wurde 1224 erstmals als „Andreowic“ erwähnt. Weitere Schreibweisen des Ortsnamens waren 1459 Henrikestorp, 1267 Henrikestorph und 1377 als Heinrichowicz. Der Ortsname leitet sich Personennamen Andrzej bzw. Andreas ab, das Dorf des Andreas. Es gehörte zum Herzogtum Troppau und gelangte bei dessen Teilung 1377 an das Herzogtum Leobschütz.
Nach dem Ersten Schlesischen Krieg fiel Hennerswitz mit dem größten Teil Schlesiens 1742 an Preußen. Im Jahr 1783 zählte der Ort 10 Bauern, 18 Kleinbauern und sieben Hütten und 178 Einwohner. 1793 wurde eine Schule errichtet.
Ab 1816 gehörte die Landgemeinde Hennerwitz zum Landkreis Leobschütz, mit dem es bis 1945 verbunden blieb. 1845 bestanden im Dorf ein Schloss, eine katholische Kirche, eine katholische Schule, eine Brauerei, eine Brennerei, eine Windmühle und 74 Häuser. Die Einwohnerzahl lag bei 464 Menschen, davon zwei evangelisch und zwei jüdisch. 1857 wurde eine neue Kirche erbaut, nachdem die vorherige aufgrund von Baufälligkeit abgerissen werden musste. 1861 zählte Hennerwitz 10 Bauern-, 17 Gärtner- und 32 Häuslerstellen sowie eine hölzerne Kapelle. Die katholische Schule besuchten 71 Schüler. 1874 wurde der Amtsbezirk Poßnitz gegründet, dem die Landgemeinden Hennerwitz, Krug, Löwitz und Poßnitz und die Gutsbezirke Hennerwitz, Krug und Poßnitz eingegliedert wurden.
Im Ersten Weltkrieg fielen 20 Soldaten aus dem Dorf. Bei der Volksabstimmung in Oberschlesien am 20. März 1921 stimmten in Hennerwitz 328 Personen für einen Verbleib bei Deutschland und 1 für Polen. Hennerwitz verblieb wie der gesamte Stimmkreis Leobschütz beim Deutschen Reich. Im gleichen Jahr wurde das Dorf elektrifiziert. 1933 wurden 410 Einwohner gezählt und 1939 waren es 376 Einwohner. Am 22. März flüchtete die Dorfbewohner vor der heranrückenden Roten Armee in Richtung Sudetenland. Im Mai 1945 kehrte ein Teil der zuvor geflüchteten Bevölkerung zurück. Durch Artilleriebeschuss wurden zahlreiche Wohnhäuser sowie der Kirchturm der Himmelfahrtskirche zerstört.
Als Folge des Zweiten Weltkriegs fiel Hennerwitz 1945 mit dem größten Teil Schlesiens an Polen und wurde in Jędrychowice umbenannt. Die einheimische deutsche Bevölkerung wurde, soweit sie nicht vorher geflohen war, weitgehend vertrieben. Die neu angesiedelten Bewohner waren teilweise Zwangsumgesiedelte aus Ostpolen, das an die Sowjetunion gefallen war.
Von 1945 bis 1950 gehörte Jędrychowice zur Woiwodschaft Schlesien. Anschließend wurde es der Woiwodschaft Opole zugeteilt. 1999 wurde es Teil des wiedergegründeten Powiat Głubczycki.

## Sehenswürdigkeiten
- Die römisch-katholische Kirche mit dem Patrozinium Mariä Himmelfahrt (Kościół Wniebowstąpienia Pana Jezusa) wurde 1857 errichtet. Im Frühjahr 1945 wurde die Kirche stark beschädigt und der Kirchturm zerstört.[8]
- Das Schloss Hennerwitz (Dwór w Jędrychowicach) bestand bereits im 18. Jahrhundert. Nach 1945 wurde der Bau zu einem Mehrfamilienhaus umgebaut.[9]
- Steinerne Wegekreuze

## Persönlichkeiten
- Konrad Blažek (1839–1903), deutscher Genealoge und Heraldiker